# Anton Zeilinger
Anton Zeilinger (Ried im Innkreis, 20 mei 1945) is een Oostenrijks kwantumfysicus en Nobelprijswinnaar in de natuurkunde van 2022. Zeilinger is emeritus hoogleraar natuurkunde aan de Universiteit van Wenen en senior wetenschapper aan het Instituut voor kwantumoptica en kwantuminformatie van de Oostenrijkse Academie van Wetenschappen. Het grootste deel van zijn onderzoek betreft de fundamentele aspecten en toepassingen van kwantumverstrengeling.

## Biografie
De in Ried im Innkreis geboren Zeilinger studeerde van 1963 tot 1971 natuurkunde aan de Universiteit van Wenen. Hij promoveerde in 1971 aan de Universiteit van Wenen onder Helmut Rauch op een proefschrift over "Neutron depolarisatiemetingen op een Dysprosium-eenkristal". In 1979 kwalificeerde hij zich als universitair docent (habilitatie) aan de Technische Universiteit van Wenen. 
In de jaren zeventig werkte Zeilinger bij het Weense Atoominstituut als onderzoeksassistent en associate researcher bij het Neutron Diffraction Laboratory van het Massachusetts Institute of Technology (MIT) tot 1979, toen hij de functie van assistent-professor aan hetzelfde atoominstituut aanvaardde. Dat jaar kwalificeerde hij zich als hoogleraar aan de Technische Universiteit van Wenen. In 1981 keerde Zeilinger terug naar MIT en was van 1981 tot 1983 universitair hoofddocent aan de faculteit natuurkunde. Tussen 1980 en 1990 was hij als hoogleraar werkzaam aan de Technische Universiteit Wenen, de Technische Universiteit München, de Universiteit van Innsbruck en de Universiteit van Wenen. Tussen 2004 en 2013 was hij ook wetenschappelijk directeur van het Institut für Quantenoptik und Quanteninformation in Wenen. In 2013 werd Zeilinger emeritus hoogleraar aan de Universiteit van Wenen. Hij was voorzitter van de Oostenrijkse Academie van Wetenschappen van 2013 tot 2022.
Sinds 2006 is Zeilinger de vice-voorzitter van de raad van toezicht van het Institute of Science and Technology Austria, een ambitieus project dat werd geïnitieerd op aanbeveling van Zeilinger. In 2009 richtte hij de International Academy Traunkirchen op, die zich inzet voor de ondersteuning van begaafde studenten in wetenschap en technologie. Hij is een fan van de Hitchhiker's Guide To The Galaxy van Douglas Adams en gaat zelfs zo ver om zijn zeilboot "42" te noemen.

## Erkenning
In 2007 ontving Zeilinger de eerste inaugurele Isaac Newton-medaille van het Institute of Physics (IoP) te Londen voor "zijn baanbrekende conceptuele en experimentele bijdragen aan de fundamenten van de kwantumfysica, die de hoeksteen zijn geworden voor het snel evoluerende veld van kwantuminformatie." Samen met Alain Aspect en John Clauser ontving hij zowel in 2010 de Wolfprijs voor Natuurkunde als in oktober 2022 de Nobelprijs voor Natuurkunde voor hun uitstekende werk met experimenten met verstrengelde fotonen, het vaststellen van de schending van Bell-ongelijkheid en baanbrekende kwantuminformatiewetenschap.